# Giải đua ô tô Công thức 1 Thổ Nhĩ Kỳ 2007
Giải đua ô tô Công thức 1 Thổ Nhĩ Kỳ năm 2007 là chặng đua thứ mười hai của giải vô địch thế giới Công thức 1 năm 2007. Giải được tổ chức vào ngày 26 tháng 8 năm 2007.

## Xếp hạng chi tiết
| STT     | Số xe | Tay đua              | Đội đua            | Số vòng | Thời gian         | Xuất phát | Điểm |
| ------- | ----- | -------------------- | ------------------ | ------- | ----------------- | --------- | ---- |
| 1       | 5     | Felipe Massa         | Ferrari            | 58      | 1:26:42.161       | 1         | 10   |
| 2       | 6     | Kimi Räikkönen       | Ferrari            | 58      | +2.2 giây         | 3         | 8    |
| 3       | 1     | Fernando Alonso      | McLaren-Mercedes   | 58      | +26.1 giây        | 4         | 6    |
| 4       | 9     | Nick Heidfeld        | BMW Sauber         | 58      | +39.6 giây        | 6         | 5    |
| 5       | 2     | Lewis Hamilton       | McLaren-Mercedes   | 58      | +45.0 giây        | 2         | 4    |
| 6       | 4     | Heikki Kovalainen    | Renault            | 58      | +46.1 giây        | 7         | 3    |
| 7       | 16    | Nico Rosberg         | Williams-Toyota    | 58      | +55.7 giây        | 8         | 2    |
| 8       | 10    | Robert Kubica        | BMW Sauber         | 58      | +56.7 giây        | 5         | 1    |
| 9       | 3     | Giancarlo Fisichella | Renault            | 58      | +59.4 giây        | 10        |      |
| 10      | 14    | David Coulthard      | Red Bull-Renault   | 58      | +71.0 giây        | 13        |      |
| 11      | 17    | Alexander Wurz       | Williams-Toyota    | 58      | +79.6 giây        | 14        |      |
| 12      | 11    | Ralf Schumacher      | Toyota             | 57      | +1 vòng           | 16        |      |
| 13      | 7     | Jenson Button        | Honda              | 57      | +1 vòng           | 21        |      |
| 14      | 23    | Anthony Davidson     | Super Aguri-Honda  | 57      | +1 vòng           | 11        |      |
| 15      | 18    | Vitantonio Liuzzi    | Toro Rosso-Ferrari | 57      | +1 vòng           | 15        |      |
| 16      | 12    | Jarno Trulli         | Toyota             | 57      | +1 vòng           | 9         |      |
| 17      | 8     | Rubens Barrichello   | Honda              | 57      | +1 vòng           | 22        |      |
| 18      | 22    | Takuma Sato          | Super Aguri-Honda  | 57      | +1 vòng           | 17        |      |
| 19      | 19    | Sebastian Vettel     | Toro Rosso-Ferrari | 57      | +1 vòng           | 18        |      |
| 20      | 21    | Sakon Yamamoto       | Spyker-Ferrari     | 56      | +2 vòng           | 20        |      |
| 21      | 20    | Adrian Sutil         | Spyker-Ferrari     | 53      | Áp lực nhiên liệu | 19        |      |
| Bỏ cuộc | 15    | Mark Webber          | Red Bull-Renault   | 9       | Bộ thủy lực       | 12        |      |